# Ispettore Krogh
L'Ispettore Krogh è un personaggio immaginario e co-protagonista del film Il figlio di Frankenstein, diretto da Rowland V. Lee, e interpretato da Lionel Atwill. Personaggio cinematografico, non compare nella famosa opera scritta da Mary Shelley. È rappresentato come un uomo ligio al dovere, contraddistinto da un'espressione severa. Indossa sempre un monocolo sull'occhio destro e, al posto del braccio mutilato, possiede una protesi di legno.

## Biografia
Da bambino, Krogh venne mutilato dal mostro, il quale gli strappò via il braccio destro. Il bambino fu, dunque, costretto a rinunciare alla carriera di militare e finì, una volta cresciuto, per diventare l'ispettore del suo piccolo villaggio natio. Krogh, dunque, manterrà una profonda ostilità nei confronti del mostro e si promise che lo avrebbe fermato a tutto i costi nel caso di un suo possibile ritorno al villaggio.
Pur avendo una valida ragione per disprezzare la famiglia Frankenstein, Krogh è l'unico ad accogliere con gentilezza l'arrivo del barone Wolf Frankenstein, figlio del defunto Henry Frankenstein. Krogh promette protezione al nuovo barone e gli consiglia di non riprendere gli esperimenti di suo padre Henry. Tuttavia, non curandosi dei consigli dell'ispettore, Wolf aiuta il vecchio Ygor a guarire il mostro, sopravvissuto all'esplosione del laboratorio alla fine del secondo film.
Krogh comincia a dubitare del barone ed inizia ad indagare sul suo conto. Frugando nella stanza del figlio del barone, Peter, che in precedenza aveva detto di aver incontrato il mostro, Krogh trova un passaggio segreto che porta nella tana del mostro. Qui, dopo un breve scontro, assiste alla morte del mostro per mano di Wolf, che in precedenza aveva anche ucciso a colpi di pistola il malvagio Ygor. Conclusa la battaglia, Krogh assiste, poi, alla partenza di Wolf e dalla sua famiglia.

## Parodia
Nel film Frankenstein Junior, Kenneth Mars interpreta l'ispettore Kemp, personaggio che ironizza, soprattutto sull'aspetto (e sul braccio finto di legno), chiaramente la figura dell'ispettore Krogh: ne Il figlio di Frankenstein Krogh è solito giocare a freccette con Wolf Frankenstein (impersonato da Basil Rathbone), così come Kemp gioca (in maniera molto ironica) con il barone Frederick Frankenstein.